# Pseudolimnophila monomelania
Pseudolimnophila monomelania är en tvåvingeart som beskrevs av Alexander 1963. Pseudolimnophila monomelania ingår i släktet Pseudolimnophila och familjen småharkrankar. Inga underarter finns listade i Catalogue of Life.